# Livry (Calvados)
Livry település Franciaországban, Calvados megyében. Lakosainak száma 737 fő (2018. január 1.). Livry Anctoville, Cahagnes, Cahagnolles, Caumont-l’Éventé, Foulognes, Saint-Germain-d’Ectot, Sainte-Honorine-de-Ducy és Torteval-Quesnay községekkel határos.

## Népesség
A település népességének változása:
| Lakosok száma | 650  | 725  | 754  | 713  | 705  | 771  | 758  | 750  | 743  | 737  |
|               | 1968 | 1975 | 1982 | 1990 | 1999 | 2011 | 2013 | 2015 | 2017 | 2018 |